# Blacklick Estates
Blacklick Estates és una concentració de població designada pel cens dels Estats Units a l'estat d'Ohio. Segons el cens del 2000 tenia 9.518 habitants.

## Demografia
Segons el cens del 2000, Blacklick Estates tenia 9.518 habitants, 3.317 habitatges, i 2.567 famílies. La densitat de població era de 1.846,7 habitants/km².
Dels 3.317 habitatges en un 38,5% hi vivien nens de menys de 18 anys, en un 59% hi vivien parelles casades, en un 13,5% dones solteres, i en un 22,6% no eren unitats familiars. En el 16,8% dels habitatges hi vivien persones soles el 3,6% de les quals corresponia a persones de 65 anys o més que vivien soles. El nombre mitjà de persones vivint en cada habitatge era de 2,87 i el nombre mitjà de persones que vivien en cada família era de 3,22.
Per edats la població es repartia de la següent manera: un 29,3% tenia menys de 18 anys, un 8,8% entre 18 i 24, un 32,5% entre 25 i 44, un 22,6% de 45 a 60 i un 6,8% 65 anys o més.
L'edat mediana era de 33 anys. Per cada 100 dones de 18 o més anys hi havia 95 homes.
La renda mediana per habitatge era de 47.277 $ i la renda mediana per família de 51.766 $. Els homes tenien una renda mediana de 35.427 $ mentre que les dones 26.805 $. La renda per capita de la població era de 18.385 $. Aproximadament el 4% de les famílies i el 5,5% de la població estaven per davall del llindar de pobresa.

## Poblacions més properes
El següent diagrama mostra les poblacions més properes.